# Argema kuhnei
Argema kuhnei es una especie de lepidóptero ditrisio de la familia Saturniidae. Se encuentra en la República Democrática del Congo, Tanzania y Zambia.
Las larvas se alimentan de Monotes katangensis.

## Subespecies
- A. kuhnei kuhnei Pinhey, 1969
- A. kuhnei katangensis Bouyer, 2008 (República Democrática del Congo)